# 珠瑠美
珠 瑠美（たま るみ、1949年1月15日 - ）は、日本の女優、映画監督・脚本家。出生名は小谷 瑠美（こたに るみ）、木俣堯喬との結婚後本名は木俣 瑠美（きまた るみ）。珠 るみ、珠 ルミとクレジットされた作品もある。プロダクション鷹取締役、代表取締役を歴任した。

## 人物・来歴

### 姉妹の女優
1949年（昭和24年）1月15日、東京都世田谷区烏山町（現在の同区烏山）に生まれる。父は戦前に日活大将軍撮影所の小道具係であり、戦後も東映東京撮影所や連合映画撮影所で装飾部として活動した小谷春勇（小谷春男）、叔父が大映の撮影技師・渡辺公夫（1918年 - 1983年）、兄がのちに東映の照明部に在籍しており、2歳下の妹がのちに女優なる谷身知子（1951年 - ）である。
1964年（昭和39年）4月、府立十二中を前身とする伝統校であった東京都立千歳高等学校（2002年3月閉校）に入学する。二年次在学中の満16歳とき、1965年（昭和40年）9月に公開された独立系成人映画『裸女山脈』（監督川合茂貴）の主演に抜擢され、珠 るみとクレジットされて映画界にデビューした。同年11月に公開された可能かづ子主演作『禁じられた肌』（監督武田有生）でも助演、珠 ルミの表記でクレジットされている。1967年（昭和42年）3月、同高校を卒業した。『日本映画発達史』の田中純一郎は、同書のなかで黎明期の成人映画界のおもな出演者として、扇町京子、橘桂子、城山路子（光岡早苗と同一人物）、内田高子、香取環、新高恵子、松井康子、西朱実、朝日陽子、火鳥こずえ、華村明子、森美沙、湯川美沙、光岡早苗、路加奈子、有川二郎、里見孝二、川部修詩、佐伯秀男の名を挙げているが、珠についての言及はない。デビューは1965年という黎明期といえる時期であるが、確かに田中が同書で同様に挙げている映画作家の作品には出演してはいない。デビューは早いが、年齢的には1967年デビューの谷ナオミ（1948年 - ）、青山リマ（1949年 - ）、真湖道代（1949年 - ）、あるいは1968年（昭和43年）デビューの芦川絵里（1949年 - ）と同世代である。1968年には、妹の谷身知子が「邦かほり」の名で美矢かほるの主演作『人生㊙劇場 壺あらそい』（監督小川欽也）に出演、同年には姉を追う形で映画界にデビューした。1969年（昭和44年）5月に公開された珠の主演作『情事のあと始末』（監督酒匂真直）には妹（邦かほり）も共演、1970年（昭和45年）1月に公開された『性の売買』（監督葉山隣）では珠瑠美・邦かほりの二枚看板でポスター展開した。
1971年（昭和46年）3月2日に公開された『好色痴女』に主演、同作の監督である木俣堯喬のプロダクション鷹に入社、同作で共演、すでに前年に「谷身知子」と改名して同社に入社していた妹とともに同社の専属女優になる。当時、同社の専属女優には、珠・谷姉妹のほか、芦川絵里、水城リカ（1943年 - ）がいたが、芦川は同年7月に引退しており、水城もほとんどテレビ映画や新藤兼人の近代映画協会の劇場用映画に出演するようになっていた。同年11月、老舗であり大手五社の一社であった日活が成人映画路線に全面的に舵を切り、「日活ロマンポルノ」（1971年 - 1988年）を開始するが、このとき珠は、インディペンデント系のプロダクション鷹の製作するほとんどの作品に主演するようになる。多く共演した妹の谷は、1973年（昭和48年）1月に公開された『日本性風俗史 淫ら絵巻』（監督木俣堯喬・和泉聖治）を最後に映画界から遠ざかっている。珠もまた、同年末に製作され翌1974年（昭和49年）1月に公開された『日本性風俗史 姦通』に主演したのを最後に、一時的に引退した。木俣堯喬もこの年の前半、ソビエト連邦（現在のロシア連邦）・東欧圏に旅に出ている。
珠が映画界に復帰したのは、1975年（昭和50年）2月19日に公開された、日活製作・配給による「日活ロマンポルノ」の一作『新・団地妻 売春グループ13号館』（監督西村昭五郎）への主演であった。珠は、同作により『団地妻 昼下りの情事』（1971年）に始まる「団地妻」女優に加わった。以降は、日活あるいはプロダクション鷹の製作する「日活ロマンポルノ」、プロダクション鷹が製作しジョイパック（現在のヒューマックス）系のミリオンフィルムが配給するいわゆる「ピンク映画」に数多く主演・助演した。珠は、1981年（昭和56年）11月に公開された、プロダクション鷹の製作、ミリオンフィルムの配給作品『復讐セックス 女が犯す』を監督し、映画監督に転身した。監督デビュー前の最後の出演作は、同年10月23日に公開された角ゆり子主演による日活製作のロマンポルノ『嗚呼!おんなたち 猥歌』（監督神代辰巳）への客演であった。このとき満32歳であった。

### 監督への転身と木俣との結婚
映画監督に転身し女優業をほぼ引退した同年、珠は、プロダクション鷹の代表取締役であり、和泉聖治（本名・木俣堯美）の実父である木俣堯喬と結婚するとともに、「木俣瑠美」として、同社の取締役に就任している。同社は従来、木俣堯喬が社長、和泉聖治こと木俣堯美が常務取締役、堯喬の妻であった木俣和子が専務取締役を務め、堯喬社長の実兄・小田切治郎が監査役を務めていたが、1977年（昭和52年）5月21日に和子が急逝したため（満41歳没）、同社の取締役は1名分、欠員していた。以降、珠瑠美は、1982年（昭和57年）11月8日公開の平岡正明主演作『俗物図鑑』（監督内藤誠）や、1983年（昭和58年）12月24日公開の松尾嘉代・岡田眞澄主演作『鍵』（監督木俣堯喬）等に脇役で出演するほかは、監督業に専念した。木俣堯喬は、1986年（昭和61年）10月公開の中川みず穂主演作『中川みず穂 ハードポルノ絶頂』を最後に監督業を退き、和泉聖治も同年には『南へ走れ、海の道を!』や『沙耶のいる透視図』といった一般映画にシフトしており、珠が名実ともに同社の中核を担う監督になった。1988年（昭和63年）ににっかつ（日活）が「ロマンポルノ」を終了した後も、エクセスフィルム（新日本映像）に作品を供給した。1994年（平成6年）1月7日に公開された監督・脚本作『熟女スワップ 獣ように』では、二階堂美穂を助演に据え、14年ぶりに主演を果たした。
木俣堯喬と和泉聖治は、1995年（平成7年）にはムービーブラザースを設立して共同で代表取締役に就任、それとともに、プロダクション鷹の代表取締役には珠が就任し、木俣堯喬と和泉聖治は取締役に退いた。このとき珠は、満46歳であった。その後、1997年（平成9年）11月5日公開の風間今日子主演作『ねっとり妻おねだり妻III 不倫妻またがる』、2002年（平成14年）2月22日発売のビデオ映画『媚薬』を最後に監督作・脚本作、いずれも記録に見られなくなった。2004年（平成16年）11月7日、夫の木俣堯喬が満89歳で死去した。

### 再評価
2003年（平成15年）4月25日に山形ドキュメンタリーフィルムライブラリーで行なわれた「忘れ去られた映画史5 片岡均特集」の特集上映で、主演作『疵もの女体』（監督片岡均）が上映された。
2009年（平成21年）6月13日 - 同年7月10日にシネマヴェーラ渋谷で行なわれた「神代辰巳レトロスペクティブ」の特集上映で、神代辰巳の監督した珠の出演作『少女娼婦 けものみち』（1980年）および『嗚呼! おんなたち 猥歌』（1981年）が上映された。2011年（平成23年）5月7日 - 同年6月3日に同館で行なわれた「官能の帝国4」の特集上映で、林功の監督した珠の主演作『女囚101 性感地獄』（1976年）が上映された。同年5月14日 - 同年7月15日にラピュタ阿佐ヶ谷で行なわれた「60年代まぼろしの官能女優たち PART II」特集上映で、妹の谷身知子（「邦かほり」名義）とともに出演した作『情欲の鞭』（監督武田有生）が16mmフィルム版上映用プリントで上映された。ラピュタ阿佐ヶ谷では、『嗚呼! おんなたち 猥歌』を2012年（平成24年）9月22日 - 同28日に、『女囚101 性感地獄』を2013年（平成25年）10月19日 - 同25日に、それぞれ35mmフィルム版上映用プリントで上映している。

## フィルモグラフィ
「出演」あるいは「監督」等として関わった映画の一覧である。東京国立近代美術館フィルムセンター（NFC）等の所蔵・現存状況についても記す。

### 女優時代
特筆のないクレジットはすべて「出演」である。
- 『裸女山脈』 : 監督川合茂貴、製作東京映画プロダクション、配給明光セレクト、1965年9月公開（成人映画・映倫番号 14154） - 「珠るみ」名義で主演[7]
- 『禁じられた肌』 : 監督武田有生、主演可能かづ子、製作シネプロダクション、配給関東映配、1965年11月公開（成人映画・映倫番号 14217） - 「珠ルミ」名義で出演・「敏子」役
- 『色情診断』 : 監督片岡均、主演橘桂子、製作光映画、配給大蔵映画、1968年9月公開（成人映画・映倫番号 15527） - 出演・「ひろみ」役
- 『処女の弱点』 : 監督片岡均、主演広瀬朱実、製作光映画、配給大蔵映画、1968年12月公開（成人映画・映倫番号 15587） - 出演[8]
- 『疵もの女体』 : 監督片岡均、製作光映画、配給大蔵映画、1969年1月公開（成人映画・映倫番号 15699） - 主演、70分の上映用プリントを山形ドキュメンタリーフィルムライブラリーが所蔵[33]
- 『肉欲の争奪』 : 監督小川欽也、主演二条朱美、製作・配給大蔵映画、1969年4月公開（成人映画・映倫番号 15815）
- 『女高生のいたずら』 : 監督武田有生、主演園ひとみ、製作中央プロダクション、配給中央映画、1969年4月23日審査・同年公開（映倫番号 不明） - 「珠ルミ」名義で出演、64分の上映用ポジプリントをNFCが所蔵[9]
- 『情事のあと始末』 : 監督酒匂真直、共演邦かほり、製作・配給六邦映画、1969年5月公開（成人映画・映倫番号 15875） - 主演
- 『競艶おんな極道 色道二十八人衆』（『色道二十八人衆』[10]） : 企画・監督武田有生、共演林美樹、製作・配給六邦映画、1969年6月公開（成人映画・映倫番号 15919） - 主演
- 『女の舌』 : 監督酒匂真直、脚本原良輔、主演辰巳典子、製作・配給関東映配、1969年8月5日審査・公開（成人映画・映倫番号 不明） - 出演[8]
- 『十八才の妖婦』 : 監督武田有生、主演御所千景、製作中央プロダクション、配給中央映画、1969年6月21日審査・公開（成人映画・映倫番号 不明） - 「珠ルミ」名義で出演、63分の上映用プリントをNFCが所蔵[9]
- 『フーテン処女』 : 監督酒匂真直、製作・配給六邦映画、1969年7月公開（成人映画・映倫番号 15978） - 主演
- 『まくらの悪戯』 : 監督酒匂真直、共演泉ユリ、製作プロモーション企画、配給六邦映画、1969年9月公開（成人映画・映倫番号 16072） - 主演
- 『情欲の鞭』 : 監督武田有生、主演柏原洋子・火鳥こずえ、製作北都プロダクション、配給葵映画、1969年10月公開（成人映画・映倫番号 不明） - 出演、60分の16mmフィルム版上映用プリントが現存[36]
- 『売春うら表』 : 監督山本晋也、製作・配給東京興映、1969年公開（成人映画・映倫番号 不明） - 主演
- 『肉欲の抜け穴』[16]（『肉欲の抜穴』[10][13]） : 監督鹿島洋、主演邦かほり、製作大川プロダクション、配給大蔵映画、1969年11月18日審査・12月9日公開（成人映画・映倫番号 16010） - 出演

- 『性の売買』 : 監督葉山隣、共演邦かほり、製作・配給六邦映画、1969年12月18日審査・1970年1月公開（成人映画・映倫番号 16204） - 主演
- 『初めての陶酔』 : 監督武田有生、共演邦かほり、製作並木プロダクション、1969年12月30日審査・1970年1月公開（成人映画・映倫番号 不明） - 主演
- 『残酷色情絵図』 : 監督武田有生、脚本中原圭司、共演邦かほり、製作中央映画、配給葵映画、1970年2月16日審査・同年3月公開（成人映画・映倫番号 不明） - 主演
- 『白い乳房の戦慄』 : 企画団鬼六、監督小川欽也、主演辰巳典子、製作鬼プロ、配給ミリオンフィルム、1970年3月25日審査・4月公開（成人映画・映倫番号 16299） - 出演[8]
- 『暴漢地帯』[9]（『暴行地帯』[13]） : 製作馬場内弘、監督梅沢薫、撮影久我剛、主演港雄一・川村冬子、製作・配給日本シネマ、1970年11月公開（成人映画・映倫番号 16582） - 出演、68分の上映用プリントをNFCが所蔵[9]
- 『好色痴女』 : 企画・監督・脚本木俣堯喬、共演谷身知子、製作プロダクション鷹、配給大蔵映画、1971年1月6日審査・3月2日公開（成人映画・映倫番号 16603） - 主演
- 『幼な妻㊙性生活』（『幼な妻㊙性と生活』） : 企画・監督・脚本木俣堯喬、共演谷身知子、製作プロダクション鷹、配給ミリオンフィルム、1971年5月15日審査・36月公開（成人映画・映倫番号 16772） - 主演
- 『禁じられた愛撫』 : 企画・監督・脚本木俣堯喬、共演谷身知子、製作プロダクション鷹、配給ミリオンフィルム、1971年7月28日審査・8月公開（成人映画・映倫番号 16841） - 主演
- 『先天性色魔』 : 企画・監督・脚本木俣堯喬、共演泉ユリ・桜マリ、製作・配給ミリオンフィルム、1971年10月公開（成人映画・映倫番号 16888） - 主演
- 『密通夫人㊙日記』 : 企画・監督・脚本木俣堯喬、製作・配給ミリオンフィルム、1971年11月公開（成人映画・映倫番号 16908） - 主演
- 『日本姦通風俗史』 : 監督向井寛、共演宮下順子、製作・配給ミリオンフィルム、1972年1月公開（成人映画・映倫番号 17050） - 主演
- 『性愛会議』 : 企画・監督・脚本木俣堯喬、共演谷身知子、製作・配給ミリオンフィルム、1972年2月公開（成人映画・映倫番号 16976） - 主演
- 『痴態百景』[6]（『痴漢百景』[7]） : 企画・監督・脚本木俣堯喬、製作プロダクション鷹、配給ミリオンフィルム、1972年3月公開（成人映画・映倫番号 17063） - 主演
- 『女は夜の匂い』 : 監督小田切三郎、共演谷身知子、製作プロダクション鷹、配給ミリオンフィルム、1972年4月5日審査・公開（成人映画・映倫番号 17109） - 主演
- 『現代トルコ風呂 男泣かせのテクニック』 : 監督衣恭介、共演青山美沙・東祐里子、製作・配給ミリオンフィルム、1972年6月公開（成人映画・映倫番号 17171） - 主演[7]・「鳥子」役
- 『情事の報酬』 : 監督和泉聖治、共演青山美沙・香川雪子、製作プロダクション鷹、配給ミリオンフィルム、1972年8月公開（成人映画・映倫番号 不明） - 主演
- 『女体交換』[10][13]（『オールカラー 女体交換』[16]） : 企画・監督・脚本木俣堯喬、共演谷身知子、製作・配給大蔵映画、1972年11月公開（10月公開とも、成人映画・映倫番号 17316） - 主演
- 『感度バツグン』 : 監督衣恭介、脚本木俣堯喬、製作プロダクション鷹、配給ミリオンフィルム、1972年12月公開（成人映画・映倫番号 17361） - 主演[7]、69分の上映用プリントをNFCが所蔵[9]

- 『日本性風俗史 淫ら絵巻』[9]（『日本風俗史 淫ら絵巻』[10][13]） : 監督・脚本木俣堯喬、共同監督和泉聖治、共演谷身知子、製作プロダクション鷹、配給ミリオンフィルム、1973年1月公開（1972年とも[9]、成人映画・映倫番号 不明） - 主演、77分の上映用プリントをNFCが所蔵[9]
- 『痴態の乱れ』 : 企画・監督・脚本木俣堯喬、共演田中小実昌、製作関東ムービー配給社、配給OP映画配給、1973年2月公開（成人映画・映倫番号 17474） - 主演・「冴子（後妻）」役
- 『通り魔・激情』 : 監督・脚本木俣堯喬、製作プロダクション鷹、配給ミリオンフィルム、1973年8月公開（成人映画・映倫番号 不明） - 主演
- 『絶倫夫人』 : 監督秋山駿、共演野上正義、製作プロダクション鷹、配給ミリオンフィルム、1973年9月公開（成人映画・映倫番号 17667） - 主演、66分の上映用プリントをNFCが所蔵[9]
- 『悩ましい痴態』 : 監督和泉聖治、共演森玲子、製作プロダクション鷹、配給ミリオンフィルム、1973年10月公開（成人映画・映倫番号 17735） - 主演、68分の上映用プリントをNFCが所蔵[9]
- 『姐さんブルース 恍惚の花弁』 : 監督秋山駿、共演野上正義、製作プロダクション鷹、配給ミリオンフィルム、1973年12月公開（成人映画・映倫番号 17826） - 主演、62分の上映用プリントをNFCが所蔵[9]
- 『日本性風俗史 姦通』 : 製作和泉聖治、監督・脚本木俣堯喬、共演堺勝郎、製作プロダクション鷹、配給ミリオンフィルム、1974年1月公開（成人映画・映倫番号 17886） - 主演、61分の上映用プリントをNFCが所蔵[9]

- 『新・団地妻 売春グループ13号館』 : 監督西村昭五郎、共演影山英俊・芹明香、製作・配給日活、1975年2月19日公開（成人映画・映倫番号 18273） - 主演、76分の原版が現存・日活がオンライン映像配信
- 『ポルノ同窓生』 : 企画・監督・脚本木俣堯喬、共演小杉じゅん・菅みどり、製作・配給ミリオンフィルム、1975年4月公開（成人映画・映倫番号 18308） - 主演
- 『新・団地妻 ブルーフィルムの女』 : 監督林功、脚本木俣堯喬、共演南ユキ・しば早苗、製作・配給日活、1975年5月17日公開（成人映画・映倫番号 18347） - 主演
- 『女教師 少年狩り』 : 監督小沼勝、主演ひろみ摩耶、製作・配給日活、1975年6月4日公開（成人映画・映倫番号 18367） - 出演、69分の原版が現存・日活がオンライン映像配信
- 『セックス谷わたり』 : 監督和泉聖治、共演月丘恵子、製作・配給ミリオンフィルム、1975年6月公開（成人映画・映倫番号 18383） - 主演
- 『昇天淫ら夢』 : 企画・監督・脚本木俣堯喬、共演市村譲二・松浦康、製作・配給ミリオンフィルム、1975年9月公開（成人映画・映倫番号 不明） - 主演
- 『セックスセミドキュメント 連続婦女暴行魔』 : 監督和泉聖治、共演港雄一、製作・配給ミリオンフィルム、1975年9月公開（成人映画・映倫番号 18463） - 主演、62分の原版が現存・2002年エースデュースエンタテインメントがDVDビデオグラム発売[12]
- 『ポルノレポート SEX仕掛人』 : 企画・監督・脚本木俣堯喬、共演小川レナ、製作プロダクション鷹、配給日活、1975年11月22日公開（成人映画・映倫番号 18462） - 主演
- 『女唇のわななき』（『女房のわななき』[10]） : 監督和泉聖治、共演南ユキ・路さとみ、製作・配給ミリオンフィルム、1975年12月公開（成人映画・映倫番号 18549） - 主演、61分の原版が現存・2004年エースデュースエンタテインメントがDVDビデオグラム発売[12]
- 『淫絶夫人 快楽の奥』 : 監督西村昭五郎、脚本池田正一・佐治乾、共演中島葵・岡本麗、製作・配給日活、1976年1月8日公開（成人映画・映倫番号 18550） - 主演、72分の原版が現存・日活がオンライン映像配信
- 『女子大生事件 SEXアルバイト』 : 監督和泉聖治、共演青木理沙・谷了子、製作・配給ミリオンフィルム、1976年2月3日公開（成人映画・映倫番号 18586） - 主演
- 『ポルノレポート 金髪パンマ』 : 製作・監督・脚本木俣堯喬、企画和泉聖治、主演港雄一・広瀬京子、製作プロダクション鷹、配給日活、1976年2月7日公開（成人映画・映倫番号 18611） - 出演、63分の原版が現存・日活がオンライン映像配信
- 『禁断 制服の悶え』 : 監督林功、主演東てる美、製作・配給日活、1976年3月19日公開（成人映画・映倫番号 18647） - 出演・「三井美紀」役、66分の上映用プリントをNFCが所蔵[9]・68分の原版が現存・2007年ジェネオンがDVDビデオグラム発売[12]
- 『ポルノレポート 変態』 : 企画・監督・脚本木俣堯喬、共演市村譲二・牧れいか、製作プロダクション鷹、配給日活、1976年4月3日公開（成人映画・映倫番号 18653） - 主演、69分の原版が現存・日活がオンライン映像配信
- 『ルナの告白 私に群がった男たち』 : 監督小原宏裕、脚本佐治乾、主演高村ルナ、製作・配給日活、1976年4月14日公開（成人映画・映倫番号 18681） - 出演・「高村昭子」役、66分の原版が現存・日活がオンライン映像配信
- 『淫絶未亡人』 : 監督曾根中生、共演牧れいか・山科ゆり、製作・配給日活、1976年5月15日公開（成人映画・映倫番号 18700） - 主演・「柳原民子」役
- 『ポルノレポート 暴行魔』[13][15]（『暴行魔』[10]） : 企画・監督・脚本木俣堯喬、共演久保新二・青野リマ、製作プロダクション鷹、配給日活、1976年6月公開（成人映画・映倫番号 18738）
- 『みだれ枕』 : 監督木俣堯喬・和泉聖治、原作樋口一葉、共演市村譲二・橘雪子、製作・配給ミリオンフィルム、1976年7月6日公開（成人映画・映倫番号 18696） - 主演、67分の原版が現存・2004年エースデュースエンタテインメントがDVDビデオグラム発売[12]
- 『女囚101 性感地獄』 : 監督林功、共演牧れい子・丘奈保美、製作・配給日活、1976年7月21日公開（成人映画・映倫番号 18757） - 主演・「萩村佐夜子」役、35mmフィルムの上映用プリントが現存[35]
- 『真夏の夜の情事 悶え』 : 監督西村昭五郎、脚本佐治乾、主演片桐夕子、製作・配給日活、1976年8月11日公開（成人映画・映倫番号 18801） - 出演・「白石蘭子」役
- 『淫獣色魔』 : 監督瑳峨大介（嵯峨大介[10]）、共演市村譲二、製作・配給ミリオンフィルム、1976年9月28日公開（成人映画・映倫番号 18802） - 主演
- 『欲情』 : 企画・監督・脚本木俣堯喬、共演しば早苗、製作プロダクション鷹、配給日活、1976年12月8日公開（成人映画・映倫番号 18935） - 主演
- 『肉欲の昼下り』 : 監督加藤彰、共演水城ゆう、製作・配給日活、1977年2月1日公開（成人映画・映倫番号 18966） - 主演・「矢沢京子」役
- 『淫婦悶え泣き』[13]（『淫婦もだえ泣き』[15]） : 製作和泉聖治、企画・監督・脚本木俣堯喬、共演中島葵、製作プロダクション鷹、配給日活、1977年5月7日公開（成人映画・映倫番号 19077） - 主演
- 『主婦売春グループ 濡れた淫婦』 : 監督和泉聖治、脚本木俣堯喬、共演市村ジョージ、製作プロダクション鷹[10]（ワタナベプロダクション[13]）、配給日活、1977年9月3日公開（成人映画・映倫番号 19199） - 主演
- 『まぶしい(秘)体験 犯される』 : 企画・監督・脚本木俣堯喬、共演市村譲二、製作プロダクション鷹、配給ミリオンフィルム、1977年9月公開（成人映画・映倫番号 19160） - 主演
- 『主婦売春 男好きの女』 : 監督和泉聖治、脚本木俣堯喬、共演十時じゅん、製作プロダクション鷹、配給日活、1977年12月10日公開（成人映画・映倫番号 19267） - 主演
- 『修道女ルシア 辱す』（けがす） : 監督小原宏裕、脚本桂千穂、助監督黒沢直輔、主演野平ゆき、製作・配給日活、1978年1月7日公開（成人映画・映倫番号 19274） - 出演・「修道院院長」役、68分の上映用プリントをNFCが所蔵[9]・69分の原版が現存・2007年ジェネオンがDVDビデオグラム発売[12]
- 『不倫の午後 肌狂い』 : 監督和泉聖治、脚本木俣堯喬、撮影久我剛、共演乱孝寿・ティミー杉本、製作プロダクション鷹、配給日活、1978年2月18日公開（成人映画・映倫番号 19337） - 主演
- 『団地妻 二人だけの夜』 : 監督林功、主演志麻いづみ、製作日活撮影所、配給にっかつ、1978年4月15日公開（成人映画・映倫番号 19339） - 出演・「亀山益子」役
- 『おしゃぶり夫人』 : 企画・監督・脚本木俣堯喬、共演くどう麻屋・市村譲二、製作プロダクション鷹、配給にっかつ、1978年12月2日公開（成人映画・映倫番号 19613） - 主演
- 『淫蕩な女 男をそそる』 : 企画・監督・脚本木俣堯喬、共演柚木彩花、製作プロダクション鷹、配給にっかつ、1979年9月22日公開（成人映画・映倫番号 19900） - 主演
- 『少女娼婦 けものみち』 : 監督神代辰巳、主演吉村彩子・内田裕也、製作・配給にっかつ、1980年3月29日公開（成人映画・映倫番号 110036） - 出演・「圭子」役、71分の原版が現存・2014年日活がDVDビデオグラム発売[12][34]
- 『犯された性春 失神』（『犯され性春 失神』[10]） : 企画・監督・脚本木俣堯喬、共演蘭童セル・国分二郎、製作プロダクション鷹、配給ミリオンフィルム、1980年6月10日公開（成人映画・映倫番号 110094） - 主演
- 『セミドキュメント 淫らなあえぎ』 : 企画・監督・脚本木俣堯喬、共演浜恵子・蘭童セル、製作プロダクション鷹、配給にっかつ、1980年7月19日公開（成人映画・映倫番号 110167） - 主演
- 『離婚妻 オ・ト・コのぬくもり』 : 企画・監督・脚本木俣堯喬、共演青野リマ・梨沙ゆり、製作プロダクション鷹、配給にっかつ、1980年11月7日公開（成人映画・映倫番号 110279） - 主演
- 『制服売春 衝撃のテクニック』[10][15]（『制服売春 衝撃のクリニック』[13]） : 監督和泉聖治、主演朝霧友香、製作プロダクション鷹、配給にっかつ、1981年2月6日公開（成人映画・映倫番号 110362）
- 『処女淫夢』 : 企画・監督・脚本木俣堯喬、主演神山市子、製作・配給ミリオンフィルム、1981年3月公開（成人映画・映倫番号 不明）
- 『グレープフルーツのような女 性乱の日々』 : 監督・脚本沖山秀子、主演北原理絵、製作プロダクション鷹、配給にっかつ、1981年5月15日公開（成人映画・映倫番号 110448） - 出演・「滝洋子」役
- 『あそばれる女』 : 監督小沼勝、主演風間舞子、製作・配給にっかつ、1981年6月12日公開（成人映画・映倫番号 110455） - 特別出演[15]・「留美」役、67分の原版が現存・日活がオンライン映像配信
- 『愛獣 襲る!』 : 監督黒沢直輔、主演泉じゅん、製作・配給にっかつ、1981年7月24日公開（成人映画・映倫番号 110477） - 出演・「マキ」役、67分の原版が現存・2013年日活がDVDビデオグラム発売[12]およびオンライン映像配信
- 『嗚呼!おんなたち 猥歌』 : 監督・脚本神代辰巳、脚本荒井晴彦、主演角ゆり子、製作・配給にっかつ、1981年10月23日公開（成人映画・映倫番号 110516） - 出演・「トルコの女客」役、82分の原版が現存・2002年パイオニアLDCがDVDビデオグラム発売[12]および85分の原版が現存・日活がオンライン映像配信[34]

### 監督時代
監督デビュー以降の作品の一覧である。出演作もあるが、特筆のないクレジットはすべて「監督」である。
- 『復讐セックス 女が犯す』 : 製作プロダクション鷹、配給ミリオンフィルム、1981年11月公開
- 『銀座ネオン街 女の絶頂』 : 製作プロダクション鷹、配給にっかつ、1982年3月12日公開
- 『変態スワップ 女が舐める』 : 製作・配給ミリオンフィルム、1982年3月公開
- 『淫婦つぼ狂い』 : 製作・配給ミリオンフィルム、1982年4月公開
- 『OL色情日記 後ろから責めて』[15]（『OL色情日記 後から責めて』[13]） : 製作プロダクション鷹、配給にっかつ、1982年5月14日公開
- 『ザ・レイプ 肉刑』 : 製作プロダクション鷹、配給にっかつ、1982年7月6日公開
- 『官能妻舌技責め』 : 製作・配給ミリオンフィルム、1982年7月公開
- 『集団暴行 若妻悶絶!』 : 製作・配給ミリオンフィルム、1982年9月公開
- 『電話暴行魔 犯された17人の若者』 : 製作プロダクション鷹、配給にっかつ、1982年10月15日公開
- 『俗物図鑑』 : 監督・脚本内藤誠、原作筒井康隆、脚本桂千穂、主演平岡正明、製作・配給STUDIO200、1982年11月8日公開 - 出演・「雷門比呂子」役
- 『女子学生 淫舞』 : 製作・配給ミリオンフィルム、1982年12月公開
- 『新妻残酷に犯す』 : 製作・配給新東宝映画、1982年12月公開
- 『プライベート・レッスン 名器教育』 : 製作プロダクション鷹、配給にっかつ、1983年2月25日公開
- 『ドキュメント SEX女子大学』[15]（『ドキュメント SEX女子学生』[13]） : 製作プロダクション鷹、配給にっかつ、1983年5月27日公開
- 『OL若妻女高生 連続暴行』 : 製作・配給ミリオンフィルム、1983年5月公開
- 『女子大生 可憐ないけにえ』 : 製作・配給ミリオンフィルム、1983年9月公開
- 『淫らに犯して』 : 製作・配給ミリオンフィルム、1983年11月公開
- 『女子大生・OL 出張変態部屋』 : 製作・配給新東宝映画、1983年12月公開
- 『鍵』 : 監督・脚本木俣堯喬、原作谷崎潤一郎、主演松尾嘉代・岡田眞澄、製作スティックインターナショナル・若松プロダクション、配給東映セントラルフィルム、1983年12月24日公開 - 出演・「松坂看護婦長」役
- 『絶頂スワップ 人妻くずし』 : 製作・配給ミリオンフィルム、1984年3月公開
- 『乱れる人妻 恥ずかしいい愛撫』 : 製作・配給ミリオンフィルム、1984年6月公開
- 『香港クライマックス ザ・本番』（1994年に改題『香港ハードコア 淫欲』） : 製作プロダクション鷹、配給新東宝映画、1984年8月公開 - 監督、『香港ハードコア 淫欲』題の67分の上映用プリントをNFCが所蔵[9]
- 『制服狂時代』 : 製作プロダクション鷹、配給にっかつ、1984年9月1日公開
- 『異常性犯罪 疲れる』 : 製作・配給ミリオンフィルム、1984年9月公開
- 『暴走セックス 狂乱』 : 製作・配給ミリオンフィルム、1984年12月公開
- 『痴漢と離婚妻』 : 製作プロダクション鷹、配給にっかつ、1985年3月9日公開
- 『ハード・スキャンダル 本番』 : 製作・配給ミリオンフィルム、1985年3月公開
- 『すけべ姉妹』 : 製作プロダクション鷹、配給にっかつ、1985年4月6日公開
- 『異常快感 恥しらず』 : 監督・脚本木俣堯喬、主演あおい恵、製作プロダクション鷹、配給ミリオンフィルム、1985年6月公開 - 和泉聖治と共同でプロデューサー
- 『ウイークエンドONANIE』 : 製作PRODUCTION TAKA（プロダクション鷹）、配給新東宝映画、1985年7月公開 - 監督、59分の上映用プリントをNFCが所蔵[9]
- 『連発絶頂テクニック』 : 製作プロダクション鷹、配給ミリオンフィルム、1985年10月公開
- 『ザ・夜這い』 : 監督・脚本木俣堯喬、主演城源寺くるみ、製作AMI企画、配給にっかつ、1985年10月12日公開 - プロデューサー
- 『ワイセツドキュメント 連続婦女暴行』 : 製作プロダクション鷹、配給ミリオンフィルム、1985年12月公開
- 『ザ・レイプ 倒錯SEX』 : 製作・配給ミリオンフィルム、1986年2月公開
- 『倒錯縄責め』 : 製作プロダクション鷹、配給新東宝映画、1986年3月公開 - 監督、59分の上映用プリントをNFCが所蔵[9]
- 『本番裏撮りOL』 : 製作・配給ミリオンフィルム、1986年5月公開
- 『オフィスラブ ザ・性感』 : 製作プロダクション鷹、配給ミリオンフィルム、1986年7月公開
- 『不倫の罠 満熟』 : 製作プロダクション鷹、配給ミリオンフィルム、1986年9月公開
- 『香港絶倫夫人』 : 製作プロダクション鷹、配給にっかつ、1986年12月6日公開
- 『ザ・悶絶』 : 製作プロダクション鷹、配給ミリオンフィルム、1987年9月公開 - 監督、53分の上映用プリントをNFCが所蔵[9]
- 『姉妹味くらべ』 : 主演結城あや、製作エクセスフィルム、配給にっかつ、1988年7月公開
- 『死線を越えて 賀川豊彦物語』 : 監督山田典吾、主演国広富之・黒木瞳、1988年10月1日(土)公開 - 出演・「しか」役
- 『揺れる巨乳103cm』 : 製作プロダクション鷹、配給新東宝映画、1989年4月29日公開 - 監督、55分の上映用プリントをNFCが所蔵[9]
- 『監禁 なぶる』 : 製作プロダクション鷹、配給にっかつ、1989年5月6日公開
- 『縄で濡らす』 : 製作プロダクション鷹、配給新東宝映画、1989年9月2日公開 - 監督、59分の上映用プリントをNFCが所蔵[9]
- 『課外授業 いかせて上げる』 : 製作プロダクション鷹、配給新東宝映画、1990年1月公開 - 監督、58分の上映用プリントをNFCが所蔵[9]
- 『THE 巨乳レズ』 : 製作プロダクション鷹、配給新東宝映画、1990年4月公開 - 監督・脚本、58分の上映用プリントをNFCが所蔵[9]
- 『ダブルレイプ 変態調教』 : 製作・配給エクセスフィルム、1990年10月公開 - 監督・脚本
- 『盗撮(秘)暴行現場』 : 製作・配給エクセスフィルム、1990年11月公開 - 監督・脚本
- 『若奥様 SM監禁』 : 製作・配給エクセスフィルム、1991年1月11日公開 - 監督・脚本
- 『いんらん巨乳妻』 : 製作・配給新東宝映画、1991年2月23日公開 - 監督・脚本
- 『ダブルレイプ 姉妹連続暴行』 : 製作・配給エクセスフィルム、1991年3月1日公開 - 監督・脚本
- 『連続拷問レイプ 漏らす!』 : 製作・配給エクセスフィルム、1991年5月17日公開 - 監督・脚本
- 『女子大生 監禁調教』 : 製作・配給エクセスフィルム、1991年5月31日公開 - 監督・脚本
- 『喪服妻の生下着 突っ込む』 : 製作・配給エクセスフィルム、1991年7月26日公開 - 監督・脚本
- 『巨尻 ぶち抜く!』 : 製作・配給エクセスフィルム、1991年9月20日公開 - 監督・脚本
- 『巨乳なぶり』 : 製作・配給新東宝映画、1991年12月21日公開 - 監督・脚本、60分の上映用プリントをNFCが所蔵[9]
- 『ザ・拷問ONANIE』 : 製作・配給エクセスフィルム、1991年12月27日公開 - 監督・脚本
- 『若奥様の生下着 濡れっぱなし』 : 製作・配給エクセスフィルム、1992年1月10日公開 - 監督・脚本
- 『人妻不倫 夫にばれなければ!』 : 製作・配給エクセスフィルム、1992年6月19日公開 - 監督・脚本
- 『背徳病院 女医の盗撮日記』[9]（『女医の盗撮日記』[13]） : 製作プロダクション鷹、配給新東宝映画、1992年7月25日公開 - 「木俣瑠美」名義で監督・脚本、59分の上映用プリントをNFCが所蔵[9]
- 『若奥様 変態仕込み』 : 製作・配給エクセスフィルム、1992年7月31日公開 - 「木俣瑠美」名義で監督・脚本
- 『新妻本番 ぐしょ濡れ生下着』 : 製作・配給新東宝映画、1992年12月18日公開 - 「木俣瑠美」名義で監督・脚本
- 『白昼レイプ 監禁秘書室』 : 製作・配給エクセスフィルム、1993年2月26日公開 - 監督・脚本
- 『神代弓子 ザ・本番ペッティング』 : 主演神代弓子、製作プロダクション鷹、配給新東宝映画、1993年4月23日公開 - 監督・脚本、51分の上映用プリントをNFCが所蔵[9]
- 『若奥様 不倫漏す』 : 製作・配給エクセスフィルム、1993年7月2日公開 - 監督・脚本
- 『本番熟女 こすり合い』（1999年再公開題『艶熟女 悶え肌』） : 主演神代弓子、製作プロダクション鷹、配給エクセスフィルム、1993年10月1日公開 - 監督・脚本・出演、59分の原版が現存・新日本映像がオンライン映像配信
- 『バイブONANIE ブルセラ篇』 : 製作・配給エクセスフィルム、1993年12月3日公開 - 監督・脚本
- 『熟女スワップ 獣ように』 : 共演二階堂美穂、製作プロダクション鷹、配給新東宝映画、1994年1月7日公開 - 監督・脚本・主演、60分の上映用プリントをNFCが所蔵[9]・新東宝映画がオンライン映像配信
- 『喪服妻 浅く深く』 : 製作プロダクション鷹、配給エクセスフィルム、1994年4月22日公開 - 監督・脚本
- 『美人秘書 テレホンONANIE』 : 製作プロダクション鷹、配給エクセスフィルム、1994年5月13日公開 - 監督・脚本
- 『過激!!同性愛撫 蜜の舌』 : 製作プロダクション鷹、配給新東宝映画、1994年7月29日公開 - 監督・脚本
- 『出張ソープ 和風不倫妻』（再公開題『イヴ 和風恥じらい妻』） : 製作プロダクション鷹、配給エクセスフィルム、1994年7月29日公開 - 監督・脚本
- 『痴漢電車 長襦袢を狙え!』 : 製作プロダクション鷹、配給エクセスフィルム、1995年1月27日公開 - 監督・脚本
- 『出張ONANIE 女課長の携帯バイブ』 : 製作プロダクション鷹、配給エクセスフィルム、1995年3月17日公開 - 監督・脚本
- 『人妻痴漢体験 まさぐる』 : 製作プロダクション鷹、配給新東宝映画、1995年3月31日公開 - 監督・脚本、59分の上映用プリントをNFCが所蔵[9]
- 『悶絶!!はしたない行為』 : 製作プロダクション鷹、配給新東宝映画、1995年7月14日公開 - 監督・脚本、61分の上映用プリントをNFCが所蔵[9]
- 『和風不倫人妻 恥さらしな下半身』 : 製作プロダクション鷹、配給エクセスフィルム、1995年12月8日公開 - 監督・脚本
- 『濡れまくり痴情妻』 : 製作プロダクション鷹、配給新東宝映画、1996年4月26日公開 - 監督・脚本、54分の上映用プリントをNFCが所蔵[9]
- 『義母の長襦袢 淫らな匂い』 : 製作プロダクション鷹、配給エクセスフィルム、1996年5月31日公開 - 監督・脚本
- 『乱行催眠 私は、こうして暴行された』 : 製作プロダクション鷹、配給エクセスフィルム、1996年7月5日公開 - 監督・脚本
- 『聖まどか 美乳妻生本番』 : 主演聖まどか、製作プロダクション鷹、配給新東宝映画、1996年9月13日公開 - 監督・脚本、55分の上映用プリントをNFCが所蔵[9]
- 『離婚妻のぬれ襦袢』 : 製作プロダクション鷹、配給エクセスフィルム、1996年12月13日公開 - 監督・脚本
- 『スキモノ熟女 ぬめり下半身』 : 製作プロダクション鷹、配給エクセスフィルム、1997年7月18日公開 - 監督・脚本
- 『ねっとり妻おねだり妻III 不倫妻またがる』 : 主演風間今日子、製作プロダクション鷹、配給新東宝映画、1997年11月5日公開 - 監督・脚本、62分の上映用プリントをNFCが所蔵[9]
- 『媚薬』 : 製作サブマリンフィルムズ・アンカービジュアルネットワーク、2002年2月22日発売（ビデオ映画） - 監督・脚本

## ビブリオグラフィ
国立国会図書館蔵書等にみる書誌である。
- 「グラビア」珠瑠美 : 『成人映画』第42号所収、現代工房、1969年7月1日発行
- 「恍惚女優のムレムレ舞台」「新・団地妻」珠瑠美 : 『映画エロトピア'75 CINEMA SPOT』4月特別号所収、サン出版、1975年4月発行
- 巻頭カラー「新団地妻 売春グループ13号館」珠瑠美 : 『ラブスター 週刊実話雑誌』4月増刊号所収、東京三世社、1975年4月発行
- 『風化地帯 5』「三代目『団地妻』珠瑠美」津田一郎 : 『創』第5巻第5号所収、創出版、1975年5月発行、p.171.
- オールカラー特別指定席「ポルノ同窓生」珠瑠美・小杉じゅん : 『映画エロトピア'75 CINEMA SPOT』6月号所収、サン出版、1975年6月発行
- 「熟れてる女優」珠瑠美 : 『映画エロトピア'76 CINEMA SPOT』2月号所収、サン出版、1976年2月発行
- 「抱腹絶倒! 新旧ポルノ女優大放談会 - 前張りなんて不自然よ!」松井康子・珠瑠美・中島葵・渡辺とく子・宮井えりな・小川亜佐美・田中小実昌 : 『週刊文春』第19巻第2号通巻913号所収、文藝春秋、1977年1月発行、p.144-151.
- 「特選カラーグラフ」小川恵・小川亜佐美・東てる美・谷ナオミ・宮下順子・珠瑠美・水城ゆう : 『EIGA NO TOMO』3月号（創刊1周年記念号）所収、近代映画社、1977年3月発行
- 「競艶ポルノ女優ハッスル5」南ゆき・深美ジュン・蜂瀬里加・安田清美・珠瑠美 : 『シネマワイド 成人映画官能大全集』12月10日増刊号所収、ミリオン出版、1977年12月10日発行
- 「珠瑠美インタビュー」 : 『EIGA NO TOMO』2月号所収、近代映画社、1978年2月発行
- 「裸でウインク! セクシー・ペット」桂たまき・東てる美・岡本麗・珠瑠美・亜湖 : 『シネマロード 漫画ヤングエロス』8月号増刊所収、サン出版、1978年8月発行
- 「痴漢と離婚妻」木俣堯喬・珠瑠美 : 『シナリオ』第41巻第2号通巻439号所収、日本シナリオ作家協会、1985年2月発行、p.118.
- 「ライバルはうちに」珠瑠美 : 『小説CLUB』第39巻第14号所収、桃園書房、1986年11月発行、p.147.